# Helmut Otto
Gustav Matthieu Helmut Otto (ur. 15 marca 1892 w Antwerpii, zm. 23 czerwca 1974 w Waldbröl) – niemiecki lekarz, prawnik.

## Życiorys
Kształcił się w Antwerpii. Ukończył studia rolnicze i medyczne. Jako żołnierz brał udział w I wojnie światowej. Od 1921 należał do Freikorps. W 1920 uzyskał tytuł doktora medycyny i pracował jako lekarz w Solingen. Później studiował prawo i uzyskał doktorat w tej dziedzinie w 1935. Od 1931 należał do NSDAP i był lekarzem w SA. W 1931 przeszedł z SA do SS, których był członkiem do 1938. Działał na polu politycznym w Solingen, od 3 kwietnia 1933 był nadburmistrzem tego miasta. 8 września 1937 został komisarycznym nadburmistrzem Düsseldorfu.
Po wybuchu II wojny światowej, kampanii wrześniowej i kapitulacji Warszawy został mianowany komisarzem rządowym na miasto stołeczne Warszawę z ramienia Szefa Zarządu Cywilnego od 4 października 1939 oraz objął funkcję wojewody (za zarządzanie miastem odpowiadał wówczas nadal prezydent Stefan Starzyński) i rozpoczął urzędowanie w pałacu Blanka. Wówczas otrzymał tytuł urzędowy Komisarza Rzeszy na m. st. Warszawę. 20 października tego roku wydał nakaz konfiskaty wszystkich odbiorników radiowych, co było związane z wprowadzonym zakazem słuchania radia przez Polaków. Wyjechał z Warszawy po kilku tygodniach wywożąc ze sobą duże ilości dóbr z miejskich instytucji, m.in. część wyposażenia pałacu Blanka.
Od czerwca 1940 do 1944 był głównym lekarzem sanitarnym Wehrmachtu w Brukseli, później do połowy maja 1945 wyższym lekarzem sztabowym w Hamburgu. Po kapitulacji III Rzeszy był internowany przez aliantów, po czym w październiku 1946 został wydany do Polski. W marcu 1948 został przewieziony do Niemiec. W czerwcu 1948 jako mniej obciążony został poddany wyrokowi denazyfikacji, utrzymanym dwa lata później po przeprowadzonym postępowaniu odwoławczym.